# هاینریش شوتس

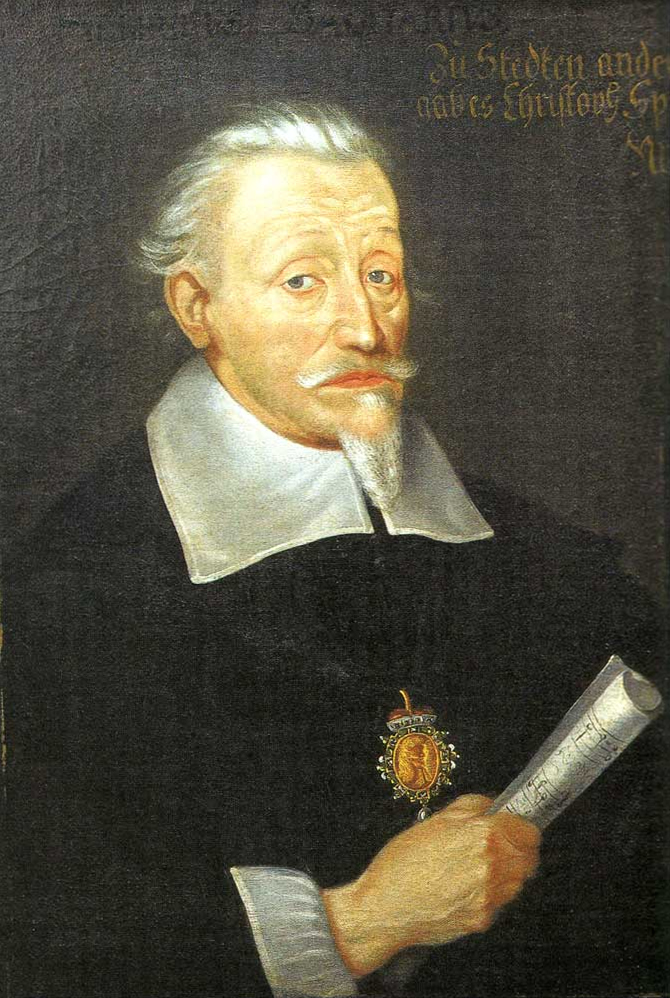
هاینریش شوتس، حدود ۱۶۵۰–۱۶۶۰ (لایپزیک)، اثر کریستف اسپتنر

هاینریش شوتْس (زادهٔ ۱۵۸۵، باد کوستریتز – درگذشتهٔ ۱۶۷۲، درسدن) آهنگساز آلمانی که بیشتر آثار وی در سبک موسیقی کلیسایی است.
عموماً او را بزرگ‌ترین آهنگساز پیش از یوهان سباستیان باخ و همچنین یکی از مهمترین آهنگسازان قرن هفدهم می‌دانند. نخستین اپرای آلمانی، با نام «دافنه»، ساخته‌شده به سال ۱۶۲۷، از آثار اوست.  
او با آوردن سبک ایتالیایی به آلمان و ادامه تکامل آن از رنسانس تا باروک اولیه شناخته می شود. بیشتر موسیقی باقی مانده از او برای کلیسای لوتری نوشته شده است، در درجه اول برای کلیسای الکتورال در درسدن. او آنچه را که به‌طور سنتی اولین اپرای آلمانی در نظر گرفته می‌شود نوشت، «دافنه» که در سال ۱۶۲۷ در تورگاو اجرا شد و موسیقی آن از آن زمان به‌همراه تقریباً تمام موسیقی‌های تشریفاتی و نمایشی‌اش از بین رفته است. شوتز با بیش از ۵۰۰ اثر باقی مانده آهنگساز پرکاری بود.
او در ۲۸ ژوئیه به همراه یوهان سباستین باخ و جورج فریدریک هندل در تقویم مقدسین برخی از کلیساهای لوتری آمریکای شمالی به عنوان نوازنده یاد می شود.

## زندگینامه
شوتز در کوستریتز، به عنوان پسر ارشد کریستوف شوتز و یوفرسین بیگر به دنیا آمد.
در سال ۱۵۹۰ خانواده به وایسنفلس نقل مکان کردند، جایی که پدرش مسافرخانه "Zum güldenen Ring" را اداره می کرد. پدرش سرانجام در وایسنفلس به عنوان مدیر خانه مشغول به کار شد و در سال ۱۶۱۵ مسافرخانه دیگری را خریداری کرد که با نام های "Zur gildenen Sackpfeife" و "Zum gildenen Esel" شناخته می شد و نام آن را به "Zum Schützen" تغییر داد.
زمانی که شوتز با پدر و مادرش زندگی می کرد، استعدادهای موسیقی او توسط دوک موریتز فون هسن-کاسل در سال ۱۵۹۸ طی یک شب اقامت در مسافرخانه کریستوف شوتز کشف شد. با شنیدن آواز هاینریش جوان، دوک از والدینش درخواست کرد که اجازه دهند پسر برای آموزش و تعلیم بیشتر به دربار نجیب او فرستاده شود. والدین او در ابتدا با این پیشنهاد مخالفت کردند، اما پس از مکاتبات زیاد، هاینریش را در اوت ۱۵۹۹ به اقامتگاه دوک در کاسل بردند.
شوتز پس از اینکه عضو گروه کر شد، قبل از رفتن به ونیز از سال ۱۶۰۹ تا ۱۶۱۲در ماربورگ حقوق خواند تا نزد جیووانی گابریلی موسیقی بخواند. گابریلی تنها کسی است که شوتز تا به حال معلم خود نامیده است. او اندکی قبل از مرگ گابریلی انگشتری را به ارث برد. او سپس از سال ۱۶۱۳تا ۱۶۱۵ در کاسل نوازنده ارگ بود.

## درسدن
پس از یک مذاکره طولانی بین دوک و شاهزاده، شوتز در سال ۱۶۱۵ به درسدن نقل مکان کرد تا به عنوان آهنگساز دربار نزد شاهزاده ساکسونی کار کند. شوتز در سال ۱۶۱۹با ماگدالنا وایلدک (متولد ۱۶۰۱) ازدواج کرد. او قبل از مرگش در سال ۱۶۲۵ دو دختر به دنیا آورد: آنا جاستینا در سال ۱۶۲۱ و یوفروسین در سال ۱۶۲۳.
شوتز در درسدن بذر چیزی را که اکنون ارکستر دولتی ساکسون درسدن نامیده می شود کاشت، اما در موارد متعددی آنجا را ترک کرد. در سال ۱۶۲۸او دوباره به ونیز رفت، جایی که احتمالاً کلودیو مونتهوردی را ملاقات کرد. در سال ۱۶۳۳ او به کپنهاگ دعوت شد تا موسیقی جشن های عروسی را در آنجا بسازد و در سال ۱۶۳۵به درسدن بازگشت. او بار دیگر در سال ۱۶۴۱به دلیل ویرانی دادگاه انتخابات، سفری طولانی به دانمارک انجام داد. جنگ سی ساله در سال ۱۶۴۸به پایان رسید و او دوباره در درسدن فعال تر شد. در سال ۱۶۵۵، سالی که دخترش Euphrosyne درگذشت، او یک پست رسمی را به عنوان رهبر ارکستر در ولفنبوتل پذیرفت.